# Казацкое (Черкасская область)
Каза́цкое (Козацкое) (укр. Козацьке) — село в Звенигородском районе Черкасской области Украины.
Население по переписи 2007 года составляло 1569 человека. Занимает площадь 6,28 км². Почтовый индекс — 20240. Телефонный код — 4740.

## История
Село известно с начала XVIII века. До 1791 года оно принадлежало Григорию Потёмкину, который отдал его в качестве приданого для дочери В. В. Энгельгадта Варвары, вышедшей замуж за князя Сергея Фёдоровича Голицына. С Голицыным сюда приехал и личный секретарь князя, а также учитель двоих его сыновей — Иван Андреевич Крылов, который тогда ещё не был известным баснописцем. Крылов пробыл в Козацком с 1797 по 1801 годы.
В неблагоприятную для Голицыных пору, в 1829 году, село выкупил, будучи ещё молодым человеком, И. И. Фундуклей, но Голицыны продолжали в нём жить. Детей у Фундуклея не было и двух княжон Голицыных, своих внучатых племянниц — Анну Григорьевну (1848—1952) и Варвару Григорьевну (1851—1908), он сделал своими наследницами: они стали владелицами сёл Головковка и Казацкое. Анна Григорьевна вышла замуж за генерала Николая Александровича Краснокутского, а Варвара Григорьевна в 1872 году стала женой барона Георгия Егоровича Врангеля (1842–1901), сына Егора Ермолаевича Врангеля.
Казацкое имело статус волостного села. Врангели преобразовали и расширили существовавший усадебный парк, в котором было два пруда. В центральной части парка в 1885 году был построен двухэтажный дворец в готическом стиле, в глубине парка сооружёна фамильная усыпальница — ни дворец, ни ротонда с фамильным склепом не сохранились. В это время здесь было 361 двор и 2930 жителей; 2 православных церкви, школа, постоялый двор, 2 лавки, водяная и ветряная мельница, пивоваренный и винокуренный заводы. По переписи 1897 года, число жителей возросло до 4344 (2119 мужчин и 2225 женщин). В 1898 году здесь открылась двухклассная народная школа; в 1910 году — земская больница.
Дочь Георгия Егоровича Врангеля, Татьяна (1879—1970), вышла в 1901 году замуж за М. А. Куракина, который посвятил себя ведению хозяйства, а 19 августа 1909 года был избран киевским губернским предводителем дворянства; также в 1911 году (после введения закона о земстве в западных губерниях) он был избран гласным Звенигородской управы по делам земского хозяйства. 
При Куракиных в селе был построен целый ряд жилых домов для работников имения, которые сохранились и по сей день; село имело телеграфную и телефонную связь.

### Советский период
При советской власти в селе были образованы 3 колхоза; появилась неполная средняя школа, преобразованная затем в среднюю школу. 
В годы Великой Отечественной войны на фронтах сражались 405 жителей, из которых 189 погибли; в послевоенные годы был сооружён памятник погибшим. Различными орденами медалями были награждены 175 сельчан. 
К 70-м годам XX века в селе был один колхоз, который имел 3600 га сельскохозяйственных угодий, из которых 3300 пахотных земель. В основном выращивались зерновые культуры. Было развито животноводство. Также в селе были мельница, пилорама, ветеринарный пункт маслобойня, районная больница, аптека, комбинат бытового обслуживания и три библиотеки с общим фондом в 10 700 книг. К имевшейся средней школе добавились средняя школа сельской молодёжи и профтехучилище. 

### Современный период
После обретения Украиной независимости и распаде колхозной системы в селе образовался кооператив «Казацкий», который в 2007 году был удостоен грамоты Кабинета министров Украины за успехи в растениеводстве и животноводстве. 
В селе появились 5 частных магазинов, церковь, дом культуры с фольклорно-этнографическим ансамблем; для профтехучилища были построены дополнительный учебный корпус и общежитие.

## Персоналии
уроженцы села
- Пидопличко, Иван Григорьевич (1905—1975)
- Пидопличко, Николай Макарович (1904—1975)
- Панасенко, Тарас Иванович (1930—1989)